# Eshatologija
Eshatologija (grč. jedn. eschaton, mn. ta eschata, pridjevni oblik: eschatos) je pojam koji označava ono što se odnosi na vremenski posljednje stvari čovjekove egzistencije ili opće kozmičke zbilje i ono što je s tim u svezi.
Eshatologija obrađuje teme u svezi sa smrću i zagrobnim životom. 

## U kršćanstvu
U kršćanstvu, eshatologija obrađuje sve teme u svezi s onim što ljude, prema kršćanskoj teologiji, očekuje od trenutka smrti pa do slavnoga povratka Isusa Krista, općeg uskrsnuća i suda nad svijetom. U te teme spadaju: osobni sud, smrt, međurazdoblje, pakao, čistilište, raj, budućnost stvorenoga svijeta i povijest svih stvorenja.